# Visions In Brazil
Visions In Brazil es un álbum en directo de la banda finlandesa de power metal Stratovarius. Contiene dos CD con grandes éxitos de Stratovarius. Fue grabado en Grecia y en Italia.[cita requerida]

## Canciones
| 1. Requiem (Intro) 2. Forever Free 3. Kiss of Judas 4. Father Time 5. Distant Skies 6. Season of Change 7. Speed of Light 8. Twilight Symphony 9. Holy Solos | 1. Vision (Southern Cross) 2. Will The Sun Rise? 3. Forever 4. Black Diamond 5. Against The Wind 6. Paradise 7. Legions |

## Miembros
- Timo Kotipelto: voces
- Timo Tolkki: guitarra eléctrica
- Jari Kainulainen: bajo
- Jens Johansson: teclado
- Jörg Michael: batería

- Datos: Q5669322